# Esclavos de Nueva York
Slaves of New York es una película de 1989, también conocida como Esclavos de Nueva York. Fue dirigida por James Ivory y cuenta con las actuaciones de Bernadette Peters, Adam Coleman Howard, Anne Katarine, Chris Sarandon, Mary Beth Hurt, Madeleine Potter y Steve Buscemi. 
Basada en las historias "Slaves of New York" de Tama Janowitz, la película sigue las vidas de lucha y esfuerzo de artistas en la ciudad de Nueva York durante la mitad de los años '90.

## Argumento
La historia se centra en Eleanor (Bernadette Peters), una aspirante a diseñadora de sombreros, y un grupo de artistas y modelos del mundo del arte de la ciudad de Nueva York. Eleanor vive con su joven novio Stash, un artista desconocido, Stash es infiel y trata a Eleanor con indiferencia. Ella continúa con él a pesar de esta desmoronante relación porque no tiene ningún otro sitio donde vivir. Cuando un diseñador, Wilfredo (Steve Buscemi), descubre sus diseños y le ofrece utilizarlos para un show de modas, Eleanor consigue el respeto y el dinero para dejar a Stash.

## Antecedentes
Tama Janowitz había escrito un guion para Andy Warhol, basado en las historias de Eleanor y Stash en su colección de cuentos cortos de 1986, Slaves of New York. Al morir Warhol, el director Ivory y el productor Merchant compraron ese guion.
Acerca del casting y del papel de Eleanor, James Ivory comentó: "...pero de 100 chicas, no había ni una sola con la originalidad de la señorita Peters. Queríamos alquien inusual y diferente pero también ingenua y no tan sabionda".
Slaves of New York fue filmada en el Lower East Side de Nueva York, comenzando el 4 de abril de 1988, con diez semanas de duración marcados en la agenda. Fue realizada con un modesto presupuesto (cinco millones de dólares), lo que significó que no hubo ensayos de larga duración. Hubo solo un ensayo antes de comenzar el rodaje.

## Recibimiento
En general, Slaves of New York recibió críticas desfavorables al momento de su lanzamiento. Janet Maslin escribió que la película "...simplemente vaga de situación en situación" y "nunca es envolvente". Roger Ebert, quien le dio media estrella (sobre cuatro) de puntuación, comenzó su reseña diciendo: "Detesto Slaves of New York tanto que desconfío de mi propia opinión".
La película recaudó US$463.972 en Estados Unidos.
Slaves of New york se transformó en una película de culto dentro de las comunidades gay en EE. UU. Notoriamente por la escena en la que se muestra una representación de "Love Is Like an Itching In My Heart" de The Supremes en las calles.

## Reparto
- Bernadette Peters como Eleanor.
- Anne Katarine como Mooshka.
- Chris Sarandon como Victor Okrent.
- Mary Beth Hurt como Ginger Booth.
- Madeleine Potter como Daria.
- Adam Coleman Howard como Stash.
- Jsu García como Marley.
- Charles McCaughan como Sherman.
- John Harkins como Chuck Dade Dolger.
- Mercedes Ruehl como Samantha.
- Joe Leeway como Jonny Jalouse.
- Bruce Peter Young como Mikell.
- Michael Schoeffling como Jan.
- Steve Buscemi como Wilfredo.
- Mark Boone Junior como Mitch.
- Anthony LaPaglia como Henry.
- Stanley Tucci como Darryl.